# 王佐 (宋朝)
王佐（1126年—1191年），字宣子，号敬斋。山阴（今浙江绍兴）人。
王羲之第三十一世裔孙。靖康元年（1126年）九月初一日出生，绍兴十八年（1148）戊辰科状元，授承事郎，签书平江军节度判官，又改召为秘书省校书郎。因忤怒秦桧之子秦熺，被外放。秦桧死后，復为秘书郎，领右司郎。绍熙二年（1191年）二月十一日卒，享年六十六岁。 